# Rus' (pueblo)

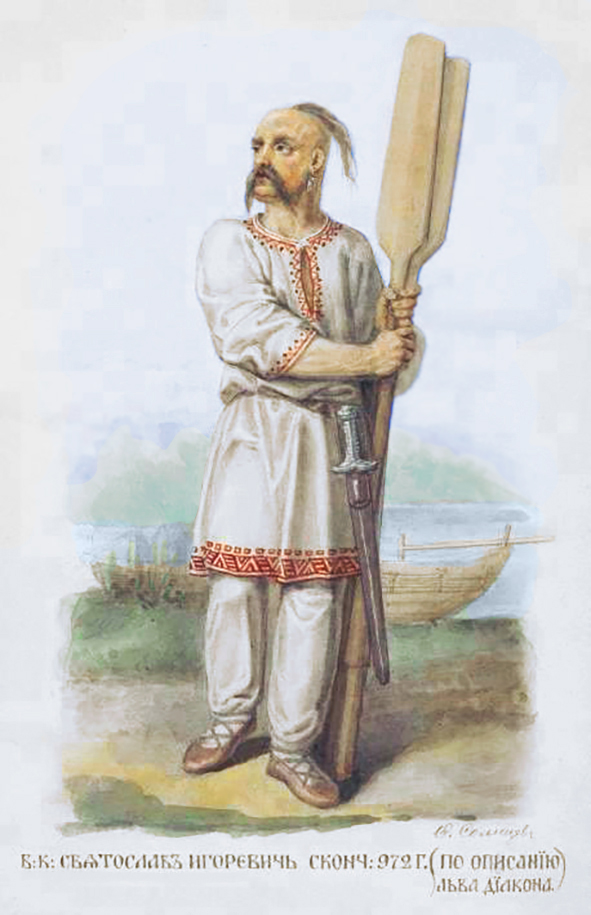
Sviatoslav I de Kiev, Gran príncipe de la Rus de Kiev, según el relato de León el Diácono. Por Fiódor Sólntsev, 1869

Los rus, rus' o rusy (en ruso y ucraniano: Русь, [rusʲ] o русы (rusy); también ros, rhos, del sueco: Ros, griego: Ρως) fueron la población histórica del Kanato de Rus y de la Rus de Kiev. 
Unas de las primeras citas que mencionan al pueblo Rus en la forma Rhos se remonta a la crónica franca Annales Bertiniani del año 839 d. C. en la que las autoridades de los francos lo identifican como una tribu germánica, la de los suecos. De acuerdo con la Primera Crónica Rusa o Crónica de Néstor de la Rus de Kiev redactada alrededor de 1113, estos eran un grupo de varegos, es decir vikingos o normandos («hombres del norte») que se trasladaron primero de Escandinavia al noreste de Europa y, de ahí, al sur, donde debieron de crear el estado medieval de Kiev.
Su nombre sobrevive con la designación Rospigg, proveniente de Roslagen, y los cognados (emparentados morfológicamente) ruso, rutenos cuya lengua es el ruteno y los que son vistos por los modernos rusos, bielorrusos, ucranianos y rusinos como los antecesores de sus propios pueblos. En Suecia, actualmente, rospiggar son personas que viven en la región costera de la provincia de Uppland.

## Etimología
El origen del nombre es objeto de controversia. En general, la hipótesis de E. Kunic y Vilhelm Thomsen ha sido la más aceptada. Según ellos, esta apelación deriva de las lenguas finesas. El nombre de Suecia en finés es Ruotsi; en estonio: Rootsi. Este nombre es comúnmente aceptado como un derivado de Roslagen, las zonas costeras de la provincia de Uppland en Suecia.
El estudioso danés T.E. Karsten ha señalado que el territorio que ahora ocupan las áreas de Uppland, Sodermanland y el este de Gotland, en tiempos antiguos eran conocidos como Rođer o rođin. Thomsen, en consecuencia, ha sugerido que Rođer deriva probablemente de rođsmenn o rođskarlar, significando gente de mar o remeros.
También se ha sugerido, sin embargo, que el nombre rus bien pudo tener su origen en el nombre iraní del río Volga (por F. Knauer Moscú, 1901), así como el Rosh de Ezequiel. Prof. George Vernadsky sugirió una derivación de la roxolani o de la ronsa, término ario (humedad, agua). Hay una repetición de nombres en los ríos como el Ros en Europa del Este.
Otra teoría es que el nombre proviene de Rüstringen en Frisia, una tierra gobernada por el vikingo danés Rorik de Dorestad, de quien se ha sugerido que es el mismo que Riúrik de Nóvgorod. 
Algunos también conjeturan que el nombre rus provino de una forma más antigua del 'rojo', posiblemente denotando la piel rojiza o el pelo rojo. Por ejemplo, (en ruso: "красный", "rojo") fue un precursor del término actual "hermoso" en el mismo idioma.

## Principales fuentes

### Las fuentes eslavas
Según el registro más antiguo eslavo oriental, la Primera Crónica Rusa o Crónica de Néstor, los rusy eran un grupo de varegos entre otros, como suecos, que vivían al otro lado del mar Báltico en Escandinavia, y tan lejos como en las tierras de los ingleses y los franceses. Los varegos fueron primero expulsados, luego invitados a gobernar el conflicto de las tribus eslavas y finesas de Nóvgorod:

Las cuatro tribus que habían sido obligadas a rendir homenaje a los varegos - chuds, eslavos, meria, y kríviches - expulsaron a los varegos más allá del mar, negándose a pagar más tributos, estableciendo su propio gobierno. Pero no había ley entre ellos, y la tribu se levantó contra la tribu. Así la discordia se cebó entre ellos, y empezaron las guerras, uno contra el otro. Se dijeron a sí mismos: "Permitámonos buscar un príncipe que mande sobre nosotros, y que nos juzgue según la costumbre". Así se fueron al extranjero a los varegos, a la rus. Estos Varegos particularmente eran conocidos como rusy, así como algunos son llamados suecos, y otros normandos y anglos, y aun otros como Gotlandeses, a ellos fue así como se les nombró. Los chuds, los eslavos, los kríviches y los vepsios entonces dijeron a la Rus: "Nuestra tierra es grande y rica, pero no hay orden en ella. Vengan y reinen como príncipes, reinen sobre nosotros". Tres hermanos, con sus parientes, fueron seleccionados. Trajeron con ellos toda la Rus y emigraron.

Más tarde, la Crónica de Néstor cuenta, que conquistaron Kiev y crearon el estado de la Rus de Kiev (que, como la mayoría de los historiadores coinciden, fue precedida por el Jaganato de Rus). El territorio conquistado fue nombrado después de ellos, como también lo fue, eventualmente, el pueblo local (ver Etimología de Rus y derivados para más detalles).

## La teoría normanda

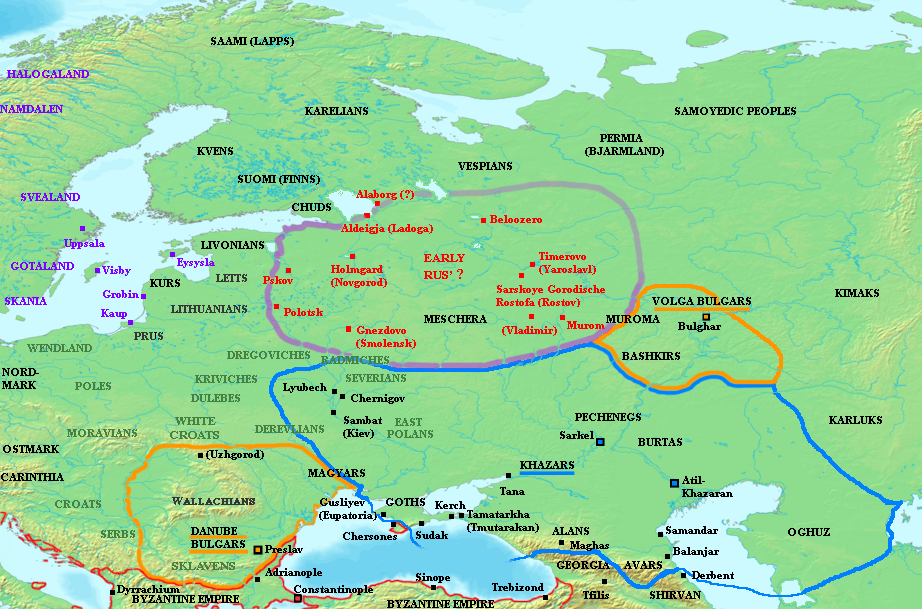
Mapa mostrando asentamientos eslavos bajo el control de los varegos (en rojo) y localización de las tribus eslavas (en gris), mediados del siglo. El contorno azul indica la extensión de la influencia de los jázaros.